# Peugeot 908 RC
O 908 RC é um modelo conceitual apresentado pela Peugeot no Paris Motor Show de 2006. É equipado com um motor diesel central V12 de 5.5L biturbo que geram 700HP para empurra o carro a 300 km/h, o motor por sua vez é derivado dos motores da Peugeot para a 24 Horas de Le Mans,Com duas bancadas de cilindros dispostas em V a 100 graus de ângulos, seu interior era dotado de vários confortos modernos para a época, contando como novidade Ecrã tátil (tela sensível ao toque) chamado pela marca de MMI (Man/Machine Interface) tanto para o motorista quanto para os passageiros do banco traseiro, tinha uma imensa area envidraçada de 3m2.
A Peugeot alegou que não iria produzir o modelo, mas este serviria de inspiração para o modelo Peugeot 608.

## Galeria

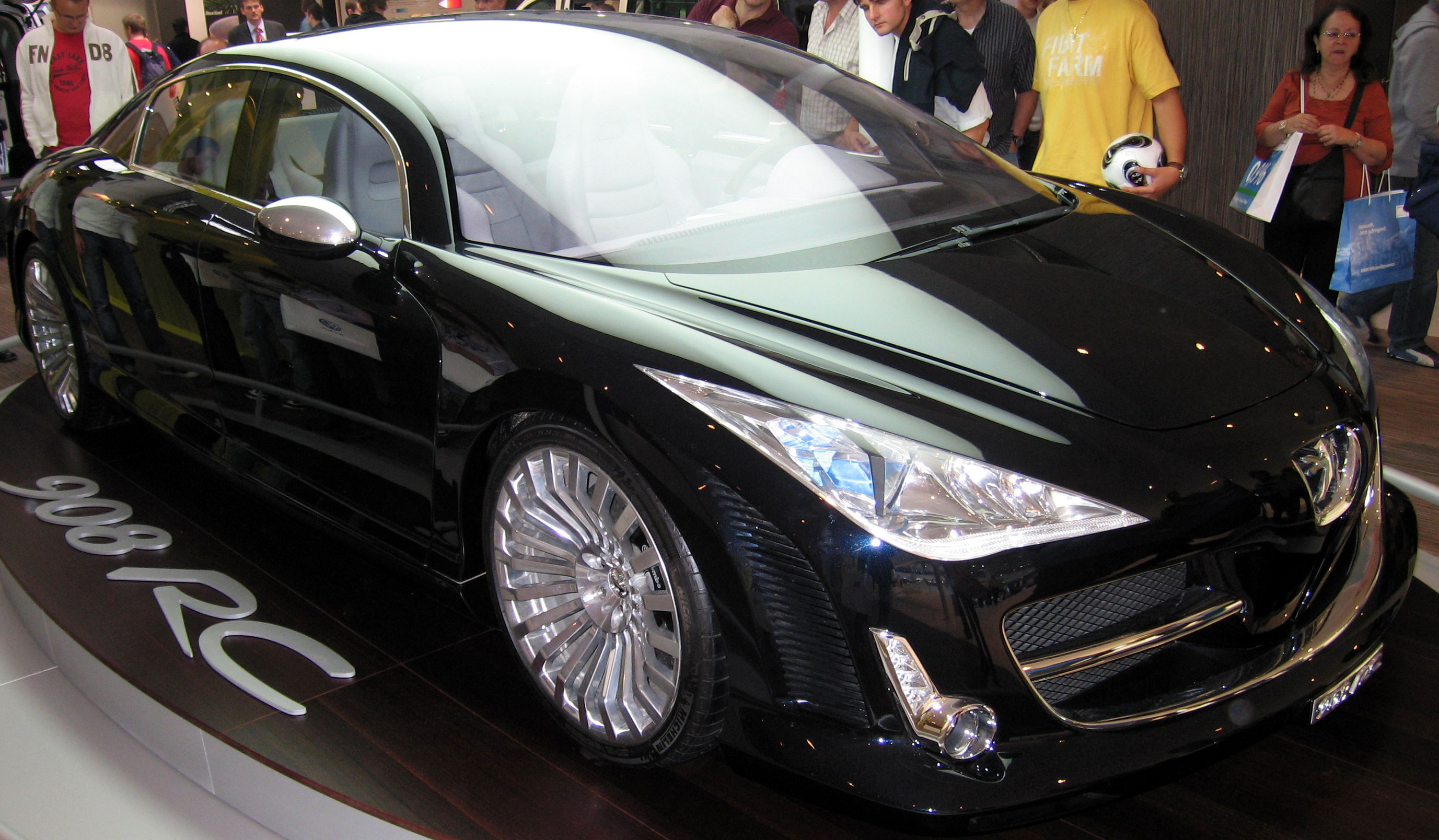
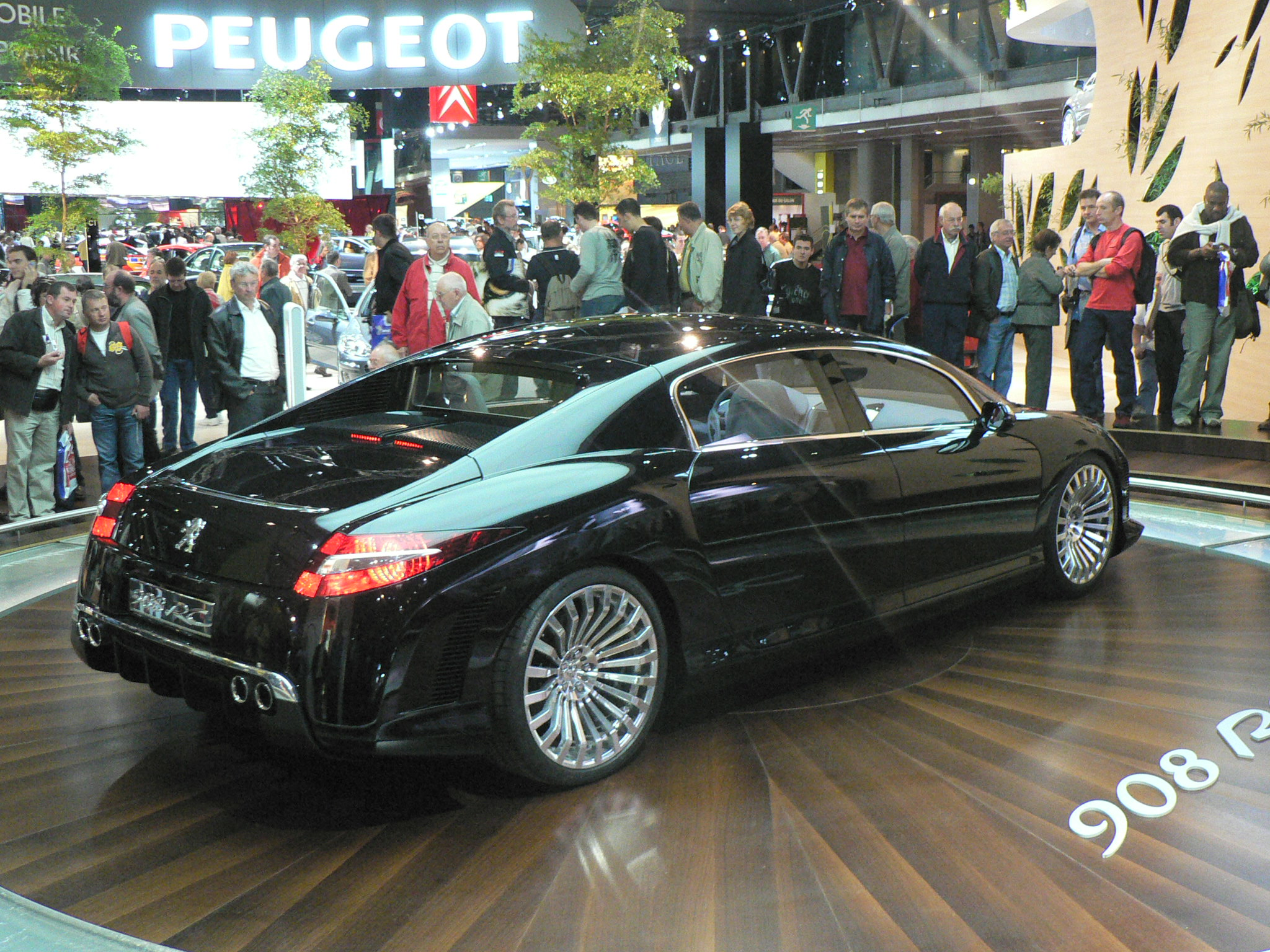
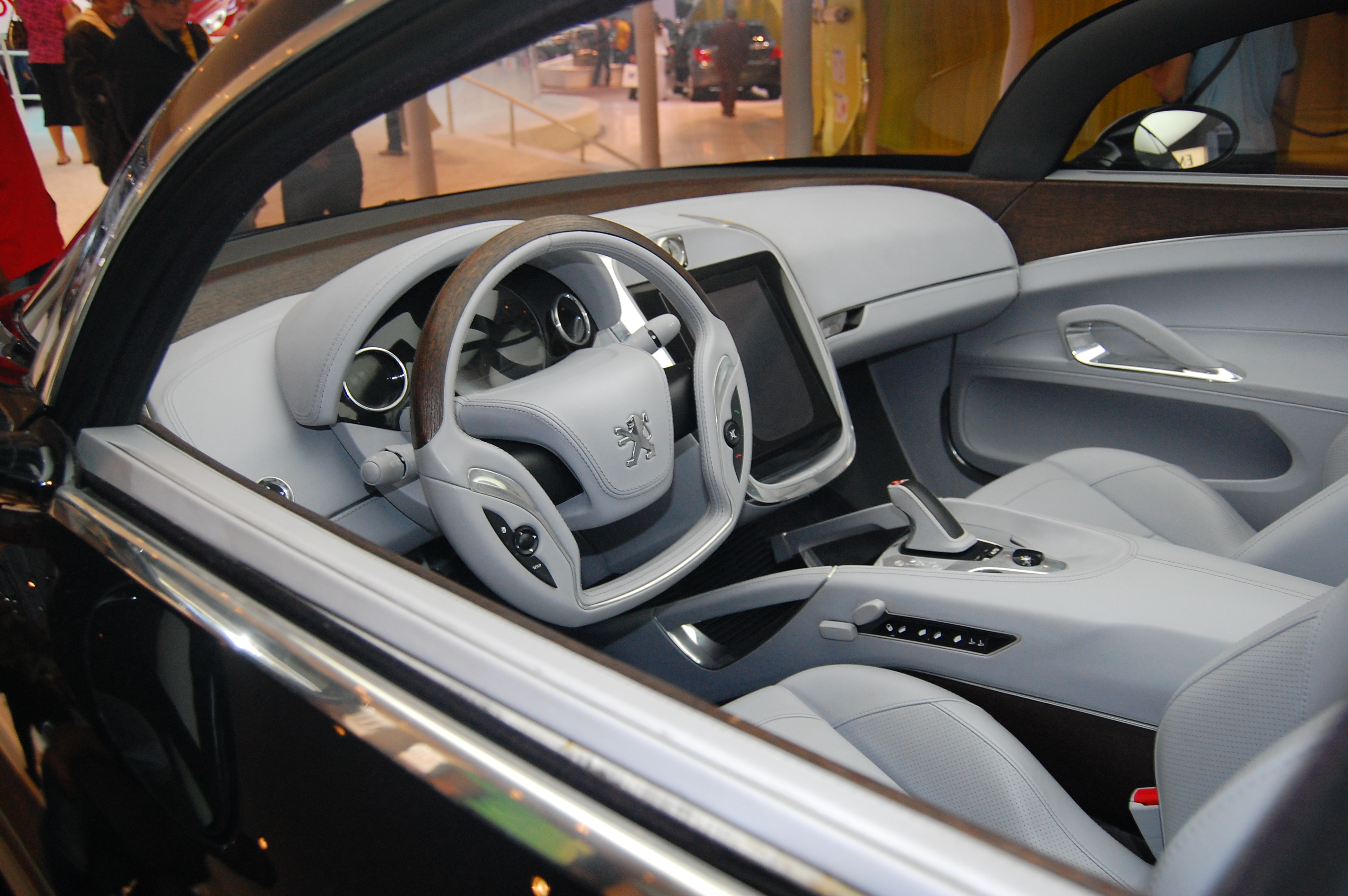